# Ornithogalum adseptentrionesvergentulum
Ornithogalum adseptentrionesvergentulum è una pianta appartenente alla famiglia delle Asparagaceae, nativa delle Province del Capo del Sudafrica. Questa monocotiledone del deserto del Grande Karoo è una delle specie di bulbo più piccole al mondo, alta meno di 3 cm.

## Etimologia
Questa specie detiene il primato il primato per il nome scientifico più lungo per una pianta. L'epiteto specifico adseptentrionesvergentulum viene dal latino e significa "inclinato verso nord".